# Ibn Hamadu
Abu-Abd-Al·lah Muhàmmad ibn Alí ibn Hammad ibn Issa ibn Abi-Bakr as-Sanhají, més conegut com a Ibn Hamadu o Ibn Hammad, fou un historiador amazic de la família dels Banu Hammad, nascut prop de la Qàlat Bani Hammad. Va morir el 1231.
La seva història dels amazics fou utilitzada per altres historiadors, incloent Ibn Khaldun. L'obra s'ha perdut. Es conserva una història dels ubaidites escrita per Ibn Hamadu vers 1220.